# Фрай, Адам
А́дам Фрай (англ. Adam Frye; 15 февраля 1974, Аламогордо, Нью-Мексико, США) — американский футболист, защитник.

## Карьера
В 1992—1995 годах Фрай обучался в Калифорнийском университете в Лос-Анджелесе и играл за университетскую футбольную команду «Ю-си-эл-эй Брюинс», где главным тренером был Зиги Шмид. В Национальной ассоциации студенческого спорта он сыграл 77 матчей, забил 15 мячей и отдал восемь результативных передач.
4 марта 1996 года на драфта колледжей MLS Фрай был выбран в первом раунде под общим четвёртым номером клубом «Тампа-Бэй Мьютини». Его профессиональный дебют состоялся 11 мая 1996 года в матче против «Колорадо Рэпидз». В июне и июле 1996 года он также выступал за клуб USISL «Тампа-Бэй Сайклоунс», где сыграл четыре матча и забил три гола. 15 июня 1998 года получил растяжение связок правого колена, из-за чего выбыл до конца сезона. 29 июня 1998 года «Тампа-Бэй Мьютини» отчислил Фрая.
7 февраля 1999 года на дополнительном драфте MLS Фрай был выбран в первом раунде под общим третьим номером клубом «Сан-Хосе Клэш». Дебютировал за «Сан-Хосе» 27 марта 1999 года в матче против «Колорадо», выйдя на замену с началом второго тайма вместо Джоуи Мартинеса. В 1999 году он также выступал за клубы Эй-лиги «Тим Сакраменто» и «МЛС Про 40». После сезона 1999 «Клэш» отчислил Фрая.
16 марта 2000 года на драфте отказов MLS Фрай был выбран клубом «Лос-Анджелес Гэлакси». Дебютировал за «Лос-Анджелес» 17 мая 2000 года в матче против «Сан-Хосе», выйдя на замену в компенсированное время второго тайма вместо Саши Викторина. В 2000 году он также выступал за клубы Эй-лиги «Ориндж Каунти Уэйвс», «МЛС Про 40» и «Сан-Диего Флэш». Главный тренер «Гэлакси» Зиги Шмид в матчах Кубка чемпионов КОНКАКАФ 2000 из-за недоступности Луиса Эрнандеса и травмы Саши Викторина был вынужден использовать Фрая на позиции нападающего. 7 апреля 2001 года в матче стартового тура сезона против «Сан-Хосе» он забил свой первый гол в MLS. После сезона 2002 «Гэлакси» расстался с Фраем и он завершил профессиональную карьеру.
В 2005 году выступал в Лиге резервистов MLS, сыграв по одному матчу за дублирующие составы «Далласа» и «Сан-Хосе Эртквейкс».
В 2009 году выступал за клуб «Саутерн Калифорния Сихорсес» в Премьер-лиге развития ЮСЛ.

## Достижения
Командные
 «Тампа-Бэй Мьютини»
- Победитель регулярного чемпионата MLS: 1996

 «Лос-Анджелес Гэлакси»
- Чемпион MLS (обладатель Кубка MLS): 2002
- Победитель регулярного чемпионата MLS: 2002
- Обладатель Открытого кубка США: 2001
- Обладатель Кубка чемпионов КОНКАКАФ: 2000